# Cinikusok

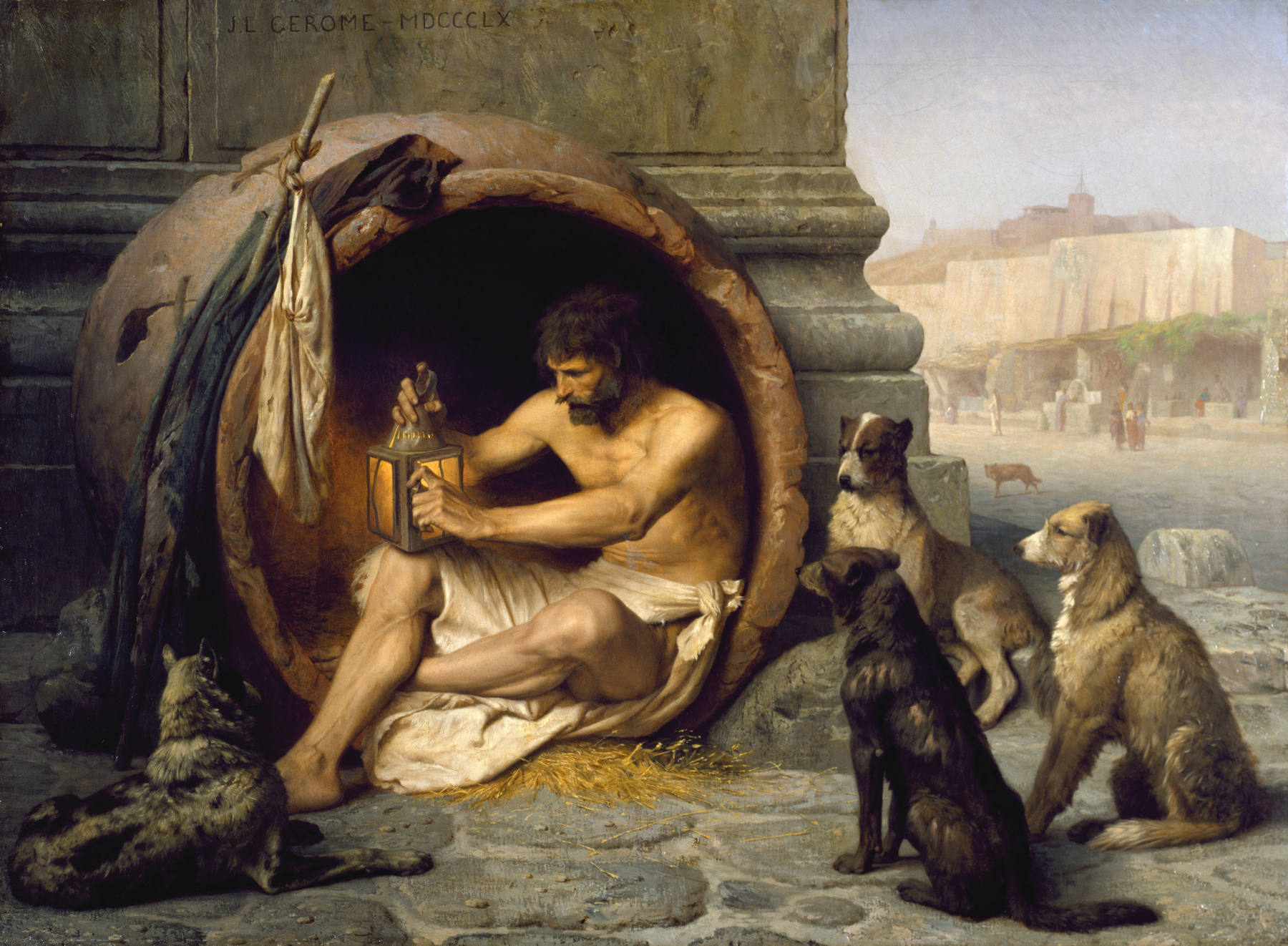
Diogenész Jean-Léon Gérôme festményén

A cinikusok egy ókori görög filozófiai iskolát alkottak, amelyet Szókratész egyik legjelentősebb tanítványa, Antiszthenész alapított az i. e. 4. században. Személyes példamutatásra építő tanításuk középpontjában az erény állt.

## Az elnevezés eredete
A filozófiatörténetben több magyarázat is van arra, hogy honnan ered a cinikus elnevezés, amely a görög kutya (küon) szóból származik. Egyes hagyományok szerint ez szinopei Diogenész, az egyik legjelentősebb cinikus filozófus csúfneve volt, más magyarázat szerint arról az athéni tornacsarnokról (Künoszargesz - Fürge kutya) kapták nevüket, amelyben Antiszthenész tanított, megint más elképzelés szerint az elnevezés "nemegyszer túlzottan is természetes magatartásuk miatt ragadt rájuk". A cinikus név először Arisztotelésznél szerepel, bár ő általában antisztheánusoknak nevezi az iskolához tartozó gondolkodókat.

## Tanításuk

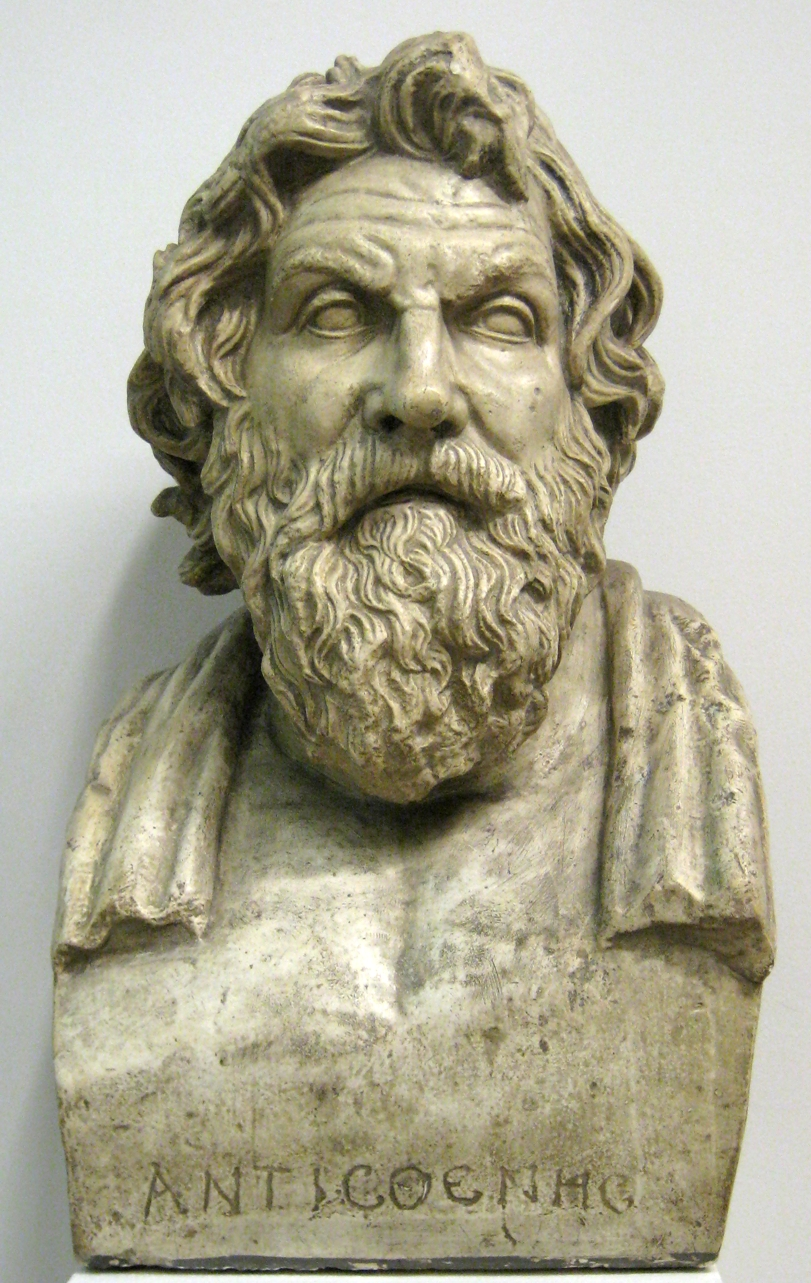
Antiszthenész mellszobra

A cinikusok iskoláját a szókratikusok közé sorolja a filozófiatörténet. Szókratész tanításából az autarkia eszménye a legfontosabb a számukra.
A cinikusok célja a tökéletes szabadság elérése, ami lehetővé teszi az erényes életet, amely nem más, mint a boldogság. A tökéletes szabadság függetlenséget követel, így a cinikus nem lehet rabja semmilyen előírásnak, fizikai vagy érzelmi szükségletnek.
Ebből a meggyőződésből következően a cinikusok elutasították koruk társadalmának rendjét, erkölcseit, konvencionális viselkedési normáit. Megvetették az élvezetek, a gyönyör hajszolását. Nem tisztelték a tekintélyt, a szokásokat. Azt tanították, hogy a boldogság eléréséhez a lemondás, a civilizáció és annak vívmányainak elutasítása, a függetlenség és a szabadság vezet. Az anyagi javakat, a pénzt megvetették. Diogenész például még a poharától is megvált, amikor azt látta, hogy valaki más a tenyeréből iszik. Természetes életvitelt hirdettek, ezért lemondtak a kényelemről, gyakran nélkülöztek. Azt hirdették, hogy az az ember van istenhez, vagyis a legnagyobb jóhoz a legközelebb, akinek nincs semmije, aki le tud mondani a javakról. A civilizációt és a kultúrát természetellenesnek tartották.
Minden olyan társadalmi intézményt elutasítottak, amely megfosztja az embert a szabadságától, így a házasságot is elvetették. Csak Kratészról tudni, hogy megházasodott, de az ő felesége Hipparkhia is filozófus volt. Ugyanígy megvetették a törvényeket és a vallási tanításokat is, amelyek szerintük csak az ostobákat igazítják el, a bölcseket viszont megkötik.
A cinikusok tanításait nem lehet rendszerbe gyűjteni, mivel nem elméleti tudósok voltak; a tudományokat is megvetették, támadták. Ők elsősorban az erény tanítói voltak, csakúgy, mint Szókratész. Filozófiájuk cselekedeteikben valósult meg: nem tanítottak, hanem példát mutattak. A cinizmus inkább életstílus, mintsem tanítások összetett rendszere. Antiszthenész azt vallotta, hogy a cél a tevékenységben van, a nyereség pedig a cselekvésben. Az erényt taníthatónak, az erényességet fejleszthetőnek tekintették.

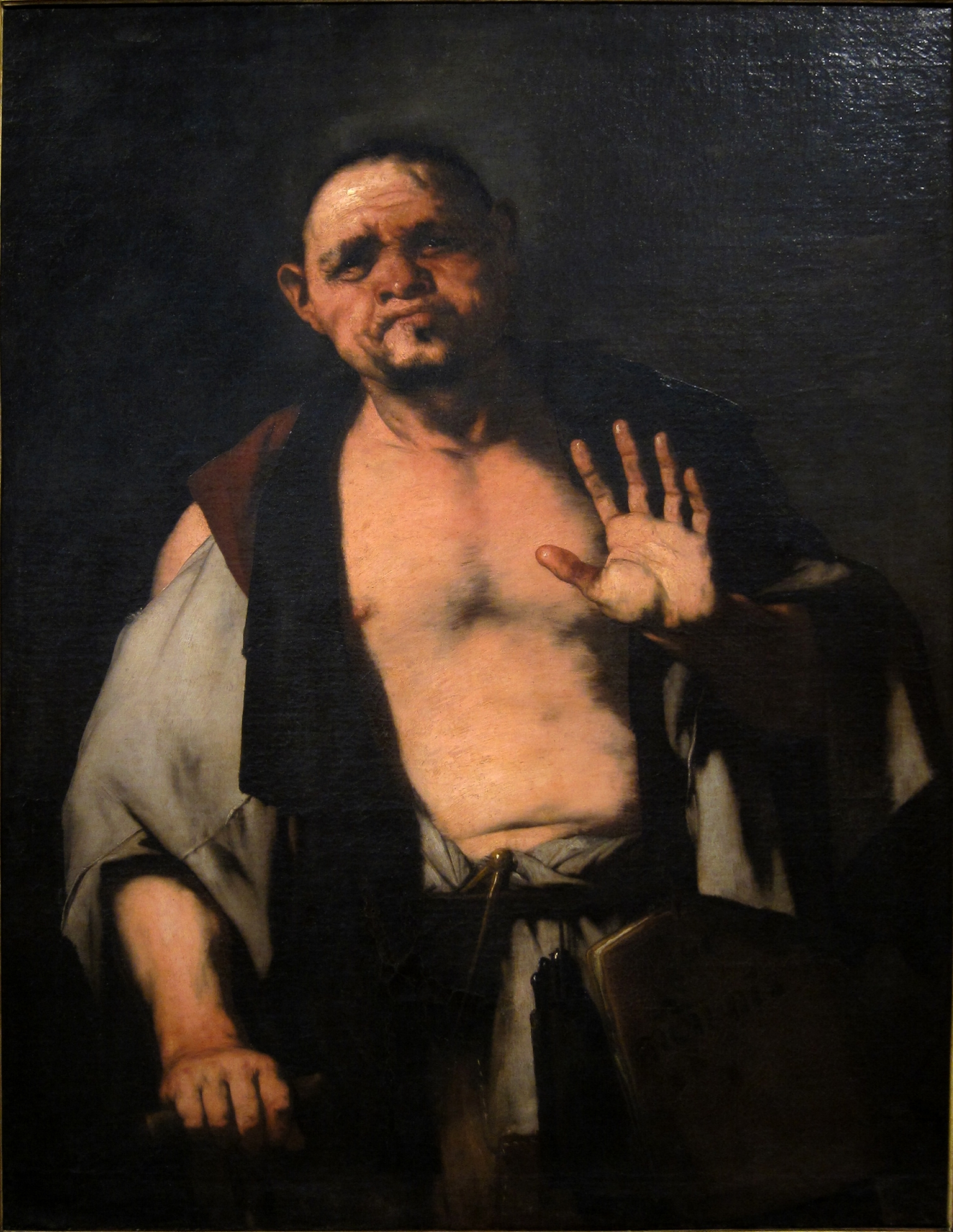
Thébai Kratész

Az általuk hirdetett erényt a boldogsághoz vezető egyetlen útként tisztelték. A cinikusok elvetettek mindent, amit nem tartottak erényesnek. Úgy vélték, hogy mindazok a dolgok, amelyekről ők lemondtak - például a gazdagság, a hírnév, a gyönyör hajszolása vagy a jólét - a bűnökhöz vezetnek. Tanításukban csak az erény és a bűn fért meg. A haláltól nem féltek, akár az életükről is lemondtak, ha nem találták érdemesnek az evilági létet. Monoteisták voltak.
Az erényt a cinikus iskola filozófusai vérmérsékletük szerint gyakorolták, olykor szélsőségesen eltúlozták. Kratész például a köznek ajándékozta birtokait, pénzét a tengerbe dobta. Tanaikat nyersen, durván, gúnyosan, megbotránkoztatóan terjesztették, hallgatóikat provokálták, szidalmazták. Emiatt gyakran megverték, elkergették őket.

## Hatásuk
Tanításuk viszonylag hamar kiszorult a filozófiából, hiszen az nem érvelő bizonyításon, hanem személyes példamutatáson alapult. Később a sztoicizmusban, majd Nietzsche filozófiájában jelent meg ismét.
A cinikus filozófia irodalmi áramlat is egyben. Műfaji eleme a szatirikus ábrázolás. A cinikusoknak nagy szerepük volt az irodalmi levelek meghonosításában. Cinikus ihletésű műfaj az öniróniával átszőtt önéletrajz is.

## Neves cinikusok
- Antiszthenész
- Diogenész
- Kratész
- Hipparkhia
- Telész
- Monimosz Ménedemosz
- Ménniposz
- Métroklész
- Démónax
- Philiszkosz
- Onészikritosz
- Démétriosz

## Idézetek

### Antiszthenész
- "Inkább éljek eszelősen, mint gyönyörben"
- "Bár írni-olvasni se tudnánk, hogy a józanokat mások bolondságai meg ne zavarjanak"
- "Szívesebben bolondulnék meg, semmint gyönyört érezzek"
- "Aki a pénzt szereti, jó ember nem lehet"

### Diogenész
- "Állj odébb kissé és ne vedd el tőlem a napot!" (Nagy Sándornak)
- "Mert kutya vagyok én, olyan kutya, amelyet dicsérnek, de egy se merne velem vadászni jönni azok közül, akik dicsérnek"
- "Ha a szinópéiek száműzetésre ítéltek engem, én arra ítélem őket, hogy maradjanak idehaza!"

### Kratész
- "Szerelmed éhség csillapítja vagy idő/S ha mindez még nem győzte le - ott a kötél"